# Frankenstein (film, 1910)
Pour les articles homonymes, voir Frankenstein.
Pour plus de détails, voir Fiche technique et Distribution.
Frankenstein est un court-métrage d'horreur muet américain écrit et réalisé par J. Searle Dawley, sorti en 1910.
C'est la première adaptation cinématographique de Frankenstein ou le Prométhée moderne de Mary Shelley.

## Synopsis
Victor Frankenstein est un jeune étudiant de sciences naturelles. Il essaie de créer la créature parfaite, en mélangeant des éléments chimiques dans un grand chaudron.
Malheureusement, sa créature est un monstre laid et violent qui attaque sans provocation.
Le monstre est issu du mauvais côté de la personnalité de Frankenstein. Lorsque Victor Frankenstein tombe amoureux, la créature devient faible avant de disparaître, vaincue par l'amour.

## Fiche technique
- Titre original : Frankenstein
- Titre français : Frankenstein
- Réalisation : J. Searle Dawley
- Scénario : J. Searle Dawley, d'après le roman éponyme de Mary Shelley
- Société de production : Edison Manufacturing Company
- Société de distribution : Edison Manufacturing Company
- Pays de production : États-Unis
- Langue originale : anglais
- Format : noir et blanc - 1.33 : 1 - muet
- Genre : horreur
- Durée : 12 minutes 42 secondes
- Date de sortie :
  - États-Unis : 18 mars 1910

## Distribution
- Mary Fuller : Elizabeth
- Charles Ogle : le monstre
- Augustus Phillips (en) : Frankenstein

## Production
Le réalisateur J. Searle Dawley a tourné ce film en trois jours à l'Edison Motion Picture Studios dans le quartier du Bronx à New York.

## Restauration
En 2016, le ciné-club universitaire de l'Université de Genève organise une restauration complète du film, tombé dans le domaine public. C'est Julien Dumoulin qui se charge de la restauration des images. Pour l'occasion, une bande-son originale est composée par Nicolas Hafner et est interprétée sur l'orgue de cinéma du collège Claparède, établissement scolaire situé à Conches. L'orgue de cet établissement est un orgue de cinéma Wurlitzer construit en 1930, composé de 125 tuyaux permettant 540 tonalités différentes. Il est mis à disposition du ciné-club des lieux. Il est relié à un « piano fantôme » avec des touches du piano qui se mettent à bouger toutes seules et qui sont commandées depuis l'orgue. Il sert à la sonorisation de films muets. 
Des sous-titres en français (fournis par Marion Hernandez) sont également intégrés à l’œuvre. La version restaurée du film est diffusée pour la première fois le 10 octobre 2016, à Genève.